# بروتين الريبوسوم L3
بروتين الريبوسوم L3 (بالإنجليزية: Ribosomal Protein L3)‏ (RPL3) هوَ بروتين يُشَفر بواسطة جين RPL3 في الإنسان. الريبوسومات هي العضيات التي تحفز تخليق البروتين، تتكون من وحدة فرعية صغيرة 40S ووحدة فرعية كبيرة 60S. تتكون هذه الوحدات الفرعية معًا من 4 أنواع من رنا RNA وحوالي 80 بروتينًا مميزًا من الناحية الهيكلية. ويعد أحد مكونات الوحدة الكبرى 60S للريبوسوم والذي يلعب دورًا مهمًا في الترجمة في عملية الاصطناع الحيوي للبروتين (التي تشكل جزءا من عملية التعبير الجيني).

## الأهمية السريرية
وجد أن هذا الجين ينشط في الخلايا السرطانية في القولون والورم الدبقي.

## روابط خارجية
- بروتين الريبوسوم L3 في نظام فهرسة المواضيع الطبية (MeSH) للمكتبة الوطنية الأمريكية للطب.